# Вулиця Оболоня (Тернопіль)
Вулиця Оболоня — вулиця в місті Тернополі. Пролягає від вулиці Торговиця до вулиці Шептицького. 
Довжина становить близько 600 м. Прилучаються вулиці Тиха та Юрчака.

## Історія
Вулиця Оболоня відома з середини XIX століття. Раніше так називали велику територію, що пролягала від вулиці Князя Острозького, Монастирської церкви, вулиці Микулинецької, вздовж залізниці, вниз до річки Серет. Це були заболочені землі, малопридатні для рільництва, що належали міщанам української громади. Землі Оболоні використовувалися переважно під сіножаті, пасовиська, а невеликі діляки — під городи. В 1848-1855 рр. за рішенням магістрату для збільшення границь міста на території Оболоні вирішено було створити чотири вулиці: Оболоня, Перля, Білогірська і Торговиця.
Тодішня вулиця Оболоня мала вигляд літери «П» і пролягала навколо великого земельного масиву від кінця вулиці Шептицького і початку Петриківської до колишньої рогатки на виїзді з міста. Проїжджа частина вулиці була камінна, оточена з обох боків дренажними ровами. З лівої сторони проводилися забудови житлових, переважно одноповерхових будинків, справа розмістився стадіон єврейського спортивного клубу «Єгуда». Велику ділянку магістрат здава в оренду болгарським городникам, які кожну весну приїжджали в Тернопіль на заробітки. Також тут розміщувалася міська різниця (бійня) та пасовища.
На вулиці Оболоня мешкали поважні українські міщани. Українські родини були ініціаторами створення громадсько-політичної організації «Міщанське братство». Більшість цих сімей з приходом радянської влади були арештовані та вивезені у Сибір.

## Транспорт
На вулиці розміщена одна зупинка громадського транспорту:
- вул. Оболоня — автобусні маршрути №12, 29, 50.

## Установи та комерція
- Речовий ринок
- Ринок «Юмакс»
- Ринок «Котломонтаж»
- ТЦ «Оболоня»
- ДП «Тернопільстандартметрологія»